# Scott McTominay
Scott Francis McTominay (Lancaster, 8 dicembre 1996) è un calciatore inglese naturalizzato scozzese, centrocampista del Napoli e della nazionale scozzese.

## Caratteristiche tecniche
È un centrocampista di piede destro, molto duttile e forte fisicamente, capace di giocare sia da trequartista che da mediano. Abile nel recupero palla, nei contrasti e nel posizionamento, è stato paragonato a Michael Carrick. Si dimostra abile anche nell'attaccare gli spazi, nel saltare l'uomo e nel controllo della sfera. In nazionale e al Manchester Utd è stato utilizzato anche come difensore centrale in una difesa a 3.

## Carriera

### Club

#### Manchester United
Cresciuto nelle giovanili del Manchester Utd, esordisce in Premier League il 17 maggio 2017, sostituendo Juan Manuel Mata all'84' della partita persa 2-0 in trasferta contro l'Arsenal. Il 21 maggio seguente scende per la prima volta in campo da titolare nella vittoria per 2-0 contro il Crystal Palace, valida per l'ultima giornata di campionato.
L'anno successivo, complice anche il gradimento dell'allenatore dei Red Devils José Mourinho, il suo minutaggio aumenta. Debutta in Champions League il 18 ottobre 2017, nel successo per 1-0 contro il Benfica, subentrando a Henrix Mxit'aryan; il 31 dello stesso mese, sempre contro i lusitani, fa invece il suo esordio dal primo minuto nella massima competizione europea.
Nella stagione 2018-2019 trova spazio sia con Mourinho che con il suo successore Ole Gunnar Solskjær, segnando anche la sua prima rete tra i professionisti il 3 aprile 2019, nella sconfitta per 2-1 contro il Wolverhampton. Si mette poi in mostra nel ritorno degli ottavi di finale della Champions League, contribuendo alla vittoria esterna per 3-1 contro il Paris Saint-Germain, che ribalta il 2-0 dell'andata a favore dei parigini e decreta il passaggio del turno da parte del Manchester United in virtù della regola dei gol in trasferta. Disputa, infine, anche i quarti di finale contro il Barcellona, non riuscendo ad evitare, tuttavia, l'eliminazione degl'inglesi al termine del doppio confronto.
Dalla stagione 2019-2020 si afferma come titolare nel centrocampo dei Red Devils, segnando anche il suo primo gol all'Old Trafford il 30 settembre 2019, nel pareggio per 1-1 contro l'Arsenal. Il successivo 27 ottobre realizza la rete numero 2000 del Manchester United in Premier League, nella vittoria per 3-1 contro il Norwich City. Il 27 febbraio 2020, invece, mette a segno la sua prima rete europea, in occasione del successo per 5-0 contro il Club Bruges, valido per i sedicesimi di finale dell'Europa League. L'8 marzo seguente è protagonista del successo per 2-0 nel derby contro il Manchester City, segnando il secondo gol al 96' con un tiro da 30 metri. Il 23 giugno rinnova il suo contratto sino al 2025.
Il successivo 20 dicembre realizza la sua prima doppietta tra i professionisti, in occasione della vittoria per 6-2 contro il Leeds Utd, siglando entrambe le reti nei primi tre minuti di partita; diventa così il primo calciatore a riuscirci nella storia della Premier League.
Nelle annate seguenti si conferma come un elemento importante nella rosa del Manchester United, arrivando anche a indossare saltuariamente la fascia di capitano. Tuttavia, nell'estate del 2024, a causa delle difficoltà economiche del club e del mancato rinnovo di contratto, viene messo sul mercato. Il calciatore lascia così i Red Devils dopo otto stagioni, nelle quali colleziona complessivamente 255 presenze e 29 gol, vincendo una Coppa di Lega (2022-2023) e una FA Cup (2023-2024).

#### Napoli
Il 30 agosto 2024 viene acquistato a titolo definitivo dal Napoli, in Serie A, per 30,5 milioni di euro, firmando un contratto quadriennale che comprende il 10% della futura rivendita da riconoscere al Manchester Utd. Fa il suo esordio in campionato il successivo 15 settembre, nella vittoriosa trasferta di Cagliari (0-4), subentrando al 74' a Khvicha K'varatskhelia. Il 26 settembre, invece, realizza il suo primo gol in maglia azzurra, contribuendo alla vittoria per 5-0 in Coppa Italia contro il Palermo. Il successivo 4 ottobre trova anche la sua prima rete in Serie A, nel successo casalingo per 3-1 contro il Como, siglando il vantaggio iniziale dopo soli ventisei secondi dal fischio d'inizio. Si ripete il 10 novembre, segnando sul campo dell'Inter il gol del momentaneo 0-1 a favore dei partenopei; la gara, valida per la 12ª giornata di campionato, finirà poi col risultato di 1-1. Il 14 aprile 2025 segna la sua prima doppietta con gli azzurri, in occasione del successo casalingo per 3-0 contro l'Empoli, valevole per la 32ª giornata di Serie A. Il 27 dello stesso mese sigla un'altra doppietta, contribuendo in maniera decisiva alla vittoria casalinga per 2-0 contro il Torino e raggiungendo così la doppia cifra di reti realizzate in campionato. Il 23 maggio seguente, all'ultima giornata di Serie A, apre le marcature nel successo per 2-0 contro il Cagliari, che consente ai partenopei di vincere il quarto scudetto della loro storia; al termine della gara viene inoltre premiato come miglior calciatore del torneo, concluso con 12 gol e 6 assist realizzati in 34 presenze.

### Nazionale
McTominay nasce in Inghilterra, ma, grazie alle lontane parentele scozzesi dei nonni, ha la possibilità di giocare o per la nazionale inglese o per quella scozzese. Il 4 marzo 2018, vista la mancata chiamata da parte della nazionale inglese, sceglie di giocare per la Scozia, da cui riceve la prima convocazione otto giorni dopo. Fa il suo debutto il 23 dello stesso mese, nell'amichevole persa per 0-1 in casa contro la Costa Rica, venendo sostituito al 58º minuto.
Diviene presto titolare della Tartan Army, da cui viene convocato per gli Europei del 2021, dove scende in campo in tutte e tre le partite del girone. Il 9 ottobre dello stesso anno segna la sua prima rete con la Scozia, nel successo per 3-2 contro Israele, realizzando il gol vittoria al 94' su corner.
Risulta poi decisivo in occasione delle qualificazioni per il campionato d'Europa 2024, siglando 7 reti in 8 partite, tra cui una doppietta nella gara del 28 marzo 2023, vinta per 2-0 contro la Spagna. Viene successivamente incluso nella lista dei 26 convocati per la rassegna continentale, durante la quale disputa tutte e tre le gare del girone, andando anche a segno nella sfida contro la Svizzera, terminata col risultato di 1-1.

## Statistiche

### Presenze e reti nei club
Statistiche aggiornate al 1º luglio 2025.
| Stagione                 | Squadra                  | Campionato               | Campionato | Campionato | Coppe nazionali | Coppe nazionali | Coppe nazionali | Coppe continentali | Coppe continentali | Coppe continentali | Altre coppe | Altre coppe | Altre coppe | Totale | Totale |
| Stagione                 | Squadra                  | Comp                     | Pres       | Reti       | Comp            | Pres            | Reti            | Comp               | Pres               | Reti               | Comp        | Pres        | Reti        | Pres   | Reti   |
| ------------------------ | ------------------------ | ------------------------ | ---------- | ---------- | --------------- | --------------- | --------------- | ------------------ | ------------------ | ------------------ | ----------- | ----------- | ----------- | ------ | ------ |
| 2016-2017                | Manchester Utd           | PL                       | 2          | 0          | FACup+CdL       | 0               | 0               | UEL                | 0                  | 0                  | CS          | 0           | 0           | 2      | 0      |
| 2017-2018                | Manchester Utd           | PL                       | 3          | 0          | FACup+CdL       | 3+3             | 0               | UCL                | 4                  | 0                  | SU          | 0           | 0           | 13     | 0      |
| 2018-2019                | Manchester Utd           | PL                       | 16         | 2          | FACup+CdL       | 3+0             | 0               | UCL                | 3                  | 0                  | -           | -           | -           | 22     | 2      |
| 2019-2020                | Manchester Utd           | PL                       | 27         | 4          | FACup+CdL       | 2+1             | 0               | UEL                | 7                  | 1                  | -           | -           | -           | 37     | 5      |
| 2020-2021                | Manchester Utd           | PL                       | 32         | 4          | FACup+CdL       | 4+2             | 2+1             | UCL+UEL            | 5+6                | 0                  | -           | -           | -           | 49     | 7      |
| 2021-2022                | Manchester Utd           | PL                       | 30         | 1          | FACup+CdL       | 2+0             | 1+0             | UCL                | 5                  | 0                  | -           | -           | -           | 37     | 2      |
| 2022-2023                | Manchester Utd           | PL                       | 34         | 1          | FACup+CdL       | 4+4             | 0+1             | UEL                | 7                  | 1                  | -           | -           | -           | 49     | 3      |
| 2023-2024                | Manchester Utd           | PL                       | 32         | 7          | FACup+CdL       | 6+0             | 2+0             | UCL                | 5                  | 1                  | -           | -           | -           | 43     | 10     |
| ago. 2024                | Manchester Utd           | PL                       | 2          | 0          | FACup+CdL       | 0               | 0               | UEL                | 0                  | 0                  | CS          | 1           | 0           | 3      | 0      |
| Totale Manchester United | Totale Manchester United | Totale Manchester United | 178        | 19         |                 | 34              | 7               |                    | 42                 | 3                  |             | 1           | 0           | 255    | 29     |
| ago. 2024-2025           | Napoli                   | A                        | 34         | 12         | CI              | 2               | 1               | -                  | -                  | -                  | -           | -           | -           | 36     | 13     |
| 2025-2026                | Napoli                   | A                        | -          | -          | CI              | -               | -               | UCL                | -                  | -                  | SI          | -           | -           | -      | -      |
| Totale Napoli            | Totale Napoli            | Totale Napoli            | 34         | 12         |                 | 2               | 1               |                    | -                  | -                  |             | -           | -           | 36     | 13     |
| Totale carriera          | Totale carriera          | Totale carriera          | 212        | 31         |                 | 36              | 8               |                    | 42                 | 3                  |             | 1           | 0           | 291    | 42     |

### Cronologia presenze e reti in nazionale
| Cronologia completa delle presenze e delle reti in nazionale ― Scozia | Cronologia completa delle presenze e delle reti in nazionale ― Scozia | Cronologia completa delle presenze e delle reti in nazionale ― Scozia | Cronologia completa delle presenze e delle reti in nazionale ― Scozia | Cronologia completa delle presenze e delle reti in nazionale ― Scozia | Cronologia completa delle presenze e delle reti in nazionale ― Scozia | Cronologia completa delle presenze e delle reti in nazionale ― Scozia | Cronologia completa delle presenze e delle reti in nazionale ― Scozia |
| Data                                                                  | Città                                                                 | In casa                                                               | Risultato                                                             | Ospiti                                                                | Competizione                                                          | Reti                                                                  | Note                                                                  |
| --------------------------------------------------------------------- | --------------------------------------------------------------------- | --------------------------------------------------------------------- | --------------------------------------------------------------------- | --------------------------------------------------------------------- | --------------------------------------------------------------------- | --------------------------------------------------------------------- | --------------------------------------------------------------------- |
| 23-3-2018                                                             | Glasgow                                                               | Scozia                                                                | 0 – 1                                                                 | Costa Rica                                                            | Amichevole                                                            | -                                                                     | 58’                                                                   |
| 30-5-2018                                                             | Lima                                                                  | Perù                                                                  | 2 – 0                                                                 | Scozia                                                                | Amichevole                                                            | -                                                                     |                                                                       |
| 10-9-2018                                                             | Glasgow                                                               | Scozia                                                                | 2 – 0                                                                 | Albania                                                               | UEFA Nations League 2018-2019 - 1º turno                              | -                                                                     | 79’                                                                   |
| 17-11-2018                                                            | Scutari                                                               | Albania                                                               | 0 – 4                                                                 | Scozia                                                                | UEFA Nations League 2018-2019 - 1º turno                              | -                                                                     | 61’                                                                   |
| 20-11-2018                                                            | Glasgow                                                               | Scozia                                                                | 3 – 2                                                                 | Israele                                                               | UEFA Nations League 2018-2019 - 1º turno                              | -                                                                     | 87’                                                                   |
| 21-3-2019                                                             | Astana                                                                | Kazakistan                                                            | 3 – 0                                                                 | Scozia                                                                | Qual. Euro 2020                                                       | -                                                                     | 70’                                                                   |
| 24-3-2019                                                             | Serravalle                                                            | San Marino                                                            | 0 – 2                                                                 | Scozia                                                                | Qual. Euro 2020                                                       | -                                                                     | 57’ 90+1’                                                             |
| 8-6-2019                                                              | Glasgow                                                               | Scozia                                                                | 2 – 1                                                                 | Cipro                                                                 | Qual. Euro 2020                                                       | -                                                                     | 79’                                                                   |
| 11-6-2019                                                             | Bruxelles                                                             | Belgio                                                                | 3 – 0                                                                 | Scozia                                                                | Qual. Euro 2020                                                       | -                                                                     | 52’                                                                   |
| 6-9-2019                                                              | Glasgow                                                               | Scozia                                                                | 1 – 2                                                                 | Russia                                                                | Qual. Euro 2020                                                       | -                                                                     | 78’                                                                   |
| 9-9-2019                                                              | Glasgow                                                               | Scozia                                                                | 0 – 4                                                                 | Belgio                                                                | Qual. Euro 2020                                                       | -                                                                     | 61’                                                                   |
| 13-10-2019                                                            | Glasgow                                                               | Scozia                                                                | 6 – 0                                                                 | San Marino                                                            | Qual. Euro 2020                                                       | -                                                                     | 65’                                                                   |
| 4-9-2020                                                              | Glasgow                                                               | Scozia                                                                | 1 – 1                                                                 | Israele                                                               | UEFA Nations League 2020-2021 - 1º turno                              | -                                                                     |                                                                       |
| 7-9-2020                                                              | Olomouc                                                               | Rep. Ceca                                                             | 1 – 2                                                                 | Scozia                                                                | UEFA Nations League 2020-2021 - 1º turno                              | -                                                                     |                                                                       |
| 8-10-2020                                                             | Glasgow                                                               | Scozia                                                                | 0 – 0 dts (5 – 3 dtr)                                                 | Israele                                                               | Qual. Euro 2020                                                       | -                                                                     |                                                                       |
| 11-10-2020                                                            | Glasgow                                                               | Scozia                                                                | 1 – 0                                                                 | Slovacchia                                                            | UEFA Nations League 2020-2021 - 1º turno                              | -                                                                     |                                                                       |
| 14-10-2020                                                            | Glasgow                                                               | Scozia                                                                | 1 – 0                                                                 | Rep. Ceca                                                             | UEFA Nations League 2020-2021 - 1º turno                              | -                                                                     |                                                                       |
| 12-11-2020                                                            | Belgrado                                                              | Serbia                                                                | 1 – 1 dts (4 – 5 dtr)                                                 | Scozia                                                                | Qual. Euro 2020                                                       | -                                                                     |                                                                       |
| 18-11-2020                                                            | Netanya                                                               | Israele                                                               | 1 – 0                                                                 | Scozia                                                                | UEFA Nations League 2020-2021 - 1º turno                              | -                                                                     |                                                                       |
| 25-3-2021                                                             | Glasgow                                                               | Scozia                                                                | 2 – 2                                                                 | Austria                                                               | Qual. Mondiali 2022                                                   | -                                                                     |                                                                       |
| 28-3-2021                                                             | Tel Aviv                                                              | Israele                                                               | 1 – 1                                                                 | Scozia                                                                | Qual. Mondiali 2022                                                   | -                                                                     |                                                                       |
| 31-3-2021                                                             | Glasgow                                                               | Scozia                                                                | 4 – 0                                                                 | Fær Øer                                                               | Qual. Mondiali 2022                                                   | -                                                                     |                                                                       |
| 6-6-2021                                                              | Lussemburgo                                                           | Lussemburgo                                                           | 0 – 1                                                                 | Scozia                                                                | Amichevole                                                            | -                                                                     |                                                                       |
| 14-6-2021                                                             | Glasgow                                                               | Scozia                                                                | 0 – 2                                                                 | Rep. Ceca                                                             | Euro 2020 - 1º turno                                                  | -                                                                     |                                                                       |
| 18-6-2021                                                             | Londra                                                                | Inghilterra                                                           | 0 – 0                                                                 | Scozia                                                                | Euro 2020 - 1º turno                                                  | -                                                                     |                                                                       |
| 22-6-2021                                                             | Glasgow                                                               | Croazia                                                               | 3 – 1                                                                 | Scozia                                                                | Euro 2020 - 1º turno                                                  | -                                                                     |                                                                       |
| 9-10-2021                                                             | Glasgow                                                               | Scozia                                                                | 3 – 2                                                                 | Israele                                                               | Qual. Mondiali 2022                                                   | 1                                                                     |                                                                       |
| 12-10-2021                                                            | Tórshavn                                                              | Fær Øer                                                               | 0 – 1                                                                 | Scozia                                                                | Qual. Mondiali 2022                                                   | -                                                                     | 90+2’                                                                 |
| 24-3-2022                                                             | Glasgow                                                               | Scozia                                                                | 1 – 1                                                                 | Polonia                                                               | Amichevole                                                            | -                                                                     |                                                                       |
| 29-3-2022                                                             | Vienna                                                                | Austria                                                               | 2 – 2                                                                 | Scozia                                                                | Amichevole                                                            | -                                                                     | 58’                                                                   |
| 1-6-2022                                                              | Glasgow                                                               | Scozia                                                                | 1 – 3                                                                 | Ucraina                                                               | Qual. Mondiali 2022                                                   | -                                                                     |                                                                       |
| 8-6-2022                                                              | Glasgow                                                               | Scozia                                                                | 2 – 0                                                                 | Armenia                                                               | UEFA Nations League 2022-2023 - 1º turno                              | -                                                                     | 75’                                                                   |
| 11-6-2022                                                             | Dublino                                                               | Irlanda                                                               | 3 – 0                                                                 | Scozia                                                                | UEFA Nations League 2022-2023 - 1º turno                              | -                                                                     |                                                                       |
| 14-6-2022                                                             | Erevan                                                                | Armenia                                                               | 1 – 4                                                                 | Scozia                                                                | UEFA Nations League 2022-2023 - 1º turno                              | -                                                                     | 90+1’                                                                 |
| 21-9-2022                                                             | Glasgow                                                               | Scozia                                                                | 3 – 0                                                                 | Ucraina                                                               | UEFA Nations League 2022-2023 - 1º turno                              | -                                                                     |                                                                       |
| 24-9-2022                                                             | Glasgow                                                               | Scozia                                                                | 2 – 1                                                                 | Irlanda                                                               | UEFA Nations League 2022-2023 - 1º turno                              | -                                                                     | 87’                                                                   |
| 16-11-2022                                                            | Diyarbakır                                                            | Turchia                                                               | 2 – 1                                                                 | Scozia                                                                | Amichevole                                                            | -                                                                     | 25’ 79’                                                               |
| 25-3-2023                                                             | Glasgow                                                               | Scozia                                                                | 3 – 0                                                                 | Cipro                                                                 | Qual. Euro 2024                                                       | 2                                                                     | 67’                                                                   |
| 28-3-2023                                                             | Glasgow                                                               | Scozia                                                                | 2 – 0                                                                 | Spagna                                                                | Qual. Euro 2024                                                       | 2                                                                     | 90+6’                                                                 |
| 17-6-2023                                                             | Oslo                                                                  | Norvegia                                                              | 1 – 2                                                                 | Scozia                                                                | Qual. Euro 2024                                                       | -                                                                     |                                                                       |
| 20-6-2023                                                             | Glasgow                                                               | Scozia                                                                | 2 – 0                                                                 | Georgia                                                               | Qual. Euro 2024                                                       | 1                                                                     |                                                                       |
| 8-9-2023                                                              | Larnaca                                                               | Cipro                                                                 | 0 – 3                                                                 | Scozia                                                                | Qual. Euro 2024                                                       | 1                                                                     | 90’                                                                   |
| 12-9-2023                                                             | Glasgow                                                               | Scozia                                                                | 1 – 3                                                                 | Inghilterra                                                           | Amichevole                                                            | -                                                                     |                                                                       |
| 12-10-2023                                                            | Siviglia                                                              | Spagna                                                                | 2 – 0                                                                 | Scozia                                                                | Qual. Euro 2024                                                       | -                                                                     |                                                                       |
| 17-10-2023                                                            | Villeneuve d'Ascq                                                     | Francia                                                               | 4 – 1                                                                 | Scozia                                                                | Amichevole                                                            | -                                                                     | Cap.                                                                  |
| 16-11-2023                                                            | Tbilisi                                                               | Georgia                                                               | 2 – 2                                                                 | Scozia                                                                | Qual. Euro 2024                                                       | 1                                                                     |                                                                       |
| 19-11-2023                                                            | Glasgow                                                               | Scozia                                                                | 3 – 3                                                                 | Norvegia                                                              | Qual. Euro 2024                                                       | -                                                                     |                                                                       |
| 22-3-2024                                                             | Amsterdam                                                             | Paesi Bassi                                                           | 4 – 0                                                                 | Scozia                                                                | Amichevole                                                            | -                                                                     | 9’                                                                    |
| 26-3-2024                                                             | Glasgow                                                               | Scozia                                                                | 0 – 1                                                                 | Irlanda del Nord                                                      | Amichevole                                                            | -                                                                     |                                                                       |
| 14-6-2024                                                             | Monaco di Baviera                                                     | Germania                                                              | 5 – 1                                                                 | Scozia                                                                | Euro 2024 - 1º turno                                                  | -                                                                     |                                                                       |
| 19-6-2024                                                             | Colonia                                                               | Scozia                                                                | 1 – 1                                                                 | Svizzera                                                              | Euro 2024 - 1º turno                                                  | 1                                                                     | 51’                                                                   |
| 23-6-2024                                                             | Stoccarda                                                             | Scozia                                                                | 0 – 1                                                                 | Ungheria                                                              | Euro 2024 - 1º turno                                                  | -                                                                     | 50’                                                                   |
| 5-9-2024                                                              | Glasgow                                                               | Scozia                                                                | 2 – 3                                                                 | Polonia                                                               | UEFA Nations League 2024-2025 - 1º turno                              | 1                                                                     |                                                                       |
| 8-9-2024                                                              | Lisbona                                                               | Portogallo                                                            | 2 – 1                                                                 | Scozia                                                                | UEFA Nations League 2024-2025 - 1º turno                              | 1                                                                     |                                                                       |
| 12-10-2024                                                            | Zagabria                                                              | Croazia                                                               | 2 – 1                                                                 | Scozia                                                                | UEFA Nations League 2024-2025 - 1º turno                              | -                                                                     |                                                                       |
| 15-10-2024                                                            | Glasgow                                                               | Scozia                                                                | 0 – 0                                                                 | Portogallo                                                            | UEFA Nations League 2024-2025 - 1º turno                              | -                                                                     | 27’                                                                   |
| 15-11-2024                                                            | Glasgow                                                               | Scozia                                                                | 1 – 0                                                                 | Croazia                                                               | UEFA Nations League 2024-2025 - 1º turno                              | -                                                                     |                                                                       |
| 18-11-2024                                                            | Varsavia                                                              | Polonia                                                               | 1 – 2                                                                 | Scozia                                                                | UEFA Nations League 2024-2025 - 1º turno                              | -                                                                     | 76’                                                                   |
| 20-3-2025                                                             | Il Pireo                                                              | Grecia                                                                | 0 – 1                                                                 | Scozia                                                                | UEFA Nations League 2024-2025 - Play-off                              | 1                                                                     |                                                                       |
| 23-3-2025                                                             | Glasgow                                                               | Scozia                                                                | 0 – 3                                                                 | Grecia                                                                | UEFA Nations League 2024-2025 - Play-off                              | -                                                                     |                                                                       |
| 6-6-2025                                                              | Glasgow                                                               | Scozia                                                                | 1 – 3                                                                 | Islanda                                                               | Amichevole                                                            | -                                                                     | 80’                                                                   |
| Totale                                                                |                                                                       | Presenze                                                              | 61                                                                    |                                                                       | Reti                                                                  | 12                                                                    |                                                                       |

## Palmarès

### Club

#### Competizioni nazionali
- Coppa di Lega inglese: 1

Manchester United: 2022-2023
- Coppa d'Inghilterra: 1

Manchester United: 2023-2024
- Campionato italiano: 1

Napoli: 2024-2025

### Individuale
- Squadra della stagione della UEFA Europa League: 1

2020-2021
- Premi Lega Serie A: 1

Migliore in assoluto: 2024-2025